# Бержаловце
Бержаловце (пол. Berżałowce) — село в Польщі, у гміні Сейни Сейненського повіту Підляського воєводства.
Населення — 90 осіб (2011).
У 1975-1998 роках село належало до Сувальського воєводства.

## Демографія
Демографічна структура станом на 31 березня 2011 року:
|          | Загалом | Допрацездатний вік | Працездатний вік | Постпрацездатний вік |
| -------- | ------- | ------------------ | ---------------- | -------------------- |
| Чоловіки | 49      | 8                  | 35               | 6                    |
| Жінки    | 41      | 7                  | 23               | 11                   |
| Разом    | 90      | 15                 | 58               | 17                   |